# Keisuke Hayashi
Keisuke Hayashi (japanisch 林 佳祐 Hayashi Keisuke; * 25. Juli 1988 in Sanda) ist ein japanischer Fußballspieler.

## Karriere
Hayashi erlernte das Fußballspielen in der Jugendmannschaft von Vissel Kobe und der Universitätsmannschaft der Dōshisha-Universität. Seinen ersten Vertrag unterschrieb er 2011 bei Vissel Kobe. Der Verein spielte in der höchsten Liga des Landes, der J1 League. Am Ende der Saison 2012 stieg der Verein in die J2 League ab. Für den Verein absolvierte er sieben Ligaspiele. 2014 wechselte er zum Drittligisten Gainare Tottori. Für den Verein absolvierte er 19 Ligaspiele. 2015 wechselte er zu Nara Club. 2018 wechselte er zu Sutherland Sharks FC.